# Baksay Dániel (református lelkész, 1808–1862)
Baksay Dániel (Vaja, 1808. július 3. – Nádudvar, 1862. augusztus 1.) református lelkész.

## Élete
Baksai Dániel vajai prédikátor és nemes Szakál Klára gyermekeként született. Tanulását Sárospatakon kezdte és Debrecenben végezte. 1832 év márciusától Jászkiséren volt akadémiai rektor, 1835 márciusában Debrecenben mint segédlelkész fél évig, 1836-tól Nyírmihálydiban mint rendes lelkész két évig működött. 1838 áprilisától haláláig Nádudvaron volt lelkész.

## Művei
- A szent hajdankor énekei. Dávid után. Debrecen, 1856. (2. kiadás. Uo. 1857.)
- Köznapi imádságok templomi használatra. Debrecen, 1857.
- Mennyei szövétnek. Debrecen, 1863.
- Üdvösség forrása az örök-életre. Debrecen, 1864.
- Keresztyén tanítások és imádságok. Debrecen, 1864.